# 国立樹木園
国立樹木園（朝鮮語: 국립수목원 (國立樹木園)）は、102 ha規模で、京畿道抱川市蘇屹邑直洞里と京畿道南楊州市榛接邑富坪里に位置するユネスコ生物圏保存地域であるとともに、樹木園として大韓民国山林庁管下の政府機関である。所在地は東側、南側、西側の三方を山に囲まれた盆地で、東側に竹葉山、西側に蘇利峰がある。奉先寺川は盆地の中心部を流れる。
朝鮮時代の国王世祖は自身と王妃貞熹王后尹氏の陵墓を今の光陵の場所に定めると共に、周辺山林も王陵付属林として保護せよと厳命した。以後、森が保存されて朝鮮戦争も耐え抜くと共に、現在まで500年を超えて生命力を維持している。
樹木園は落葉広葉樹林であり、様々な動植物が生息している。かつて大韓民国の唯一のキタタキ繁殖地の「光陵キタタキ生息地」だったこともあり、1993年までは毎年一つがいが繁殖していたが、1993年以後、姿を隠してしまった。ここに生息する植物の種類は900余種に達する。
2010年6月2日からユネスコの生物圏保存地域に指定され、管理されている。